# Weil der Stadt

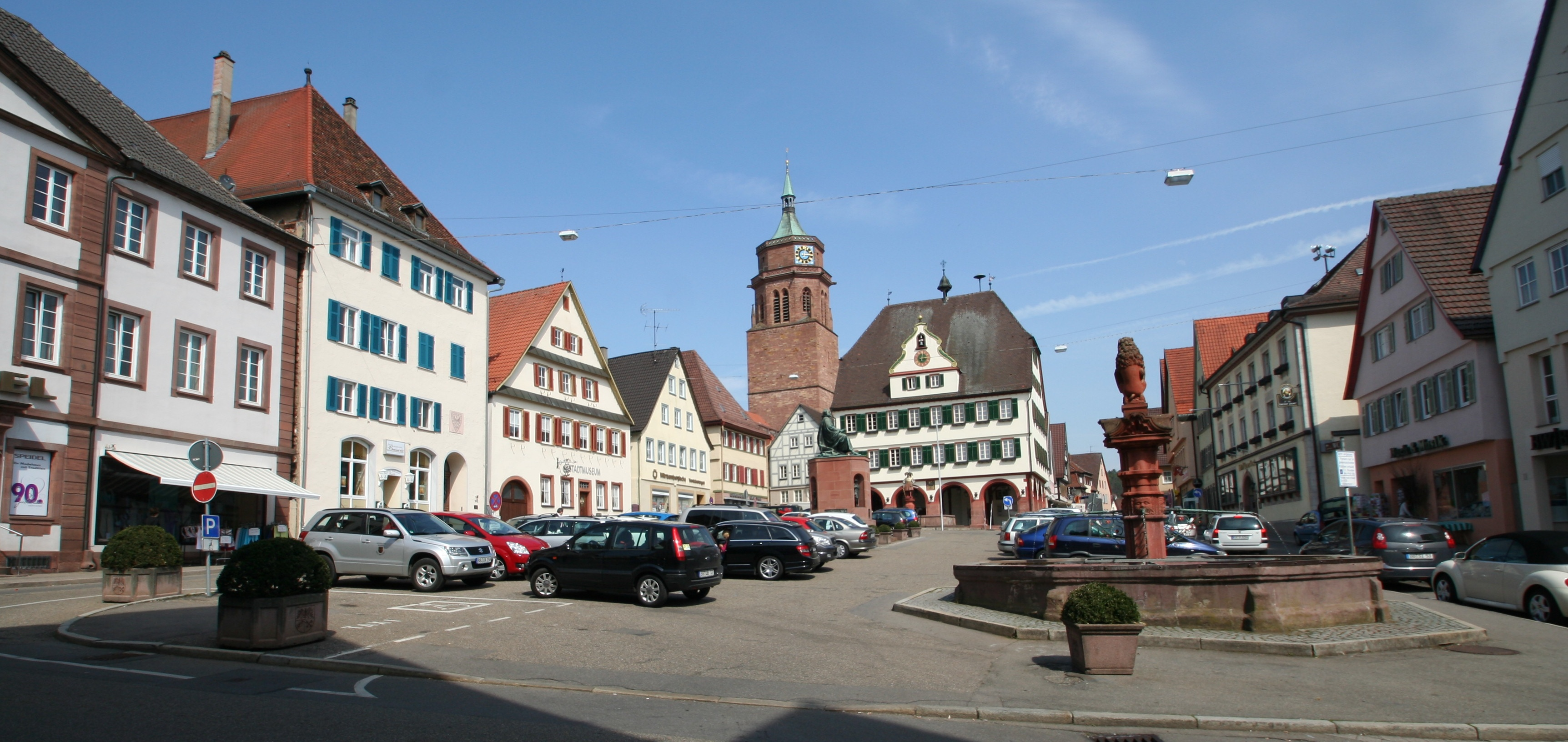
Torg i Weil der Stadt.

Weil der Stadt är en stad i Landkreis Böblingen i regionen Stuttgart i Regierungsbezirk Stuttgart i förbundslandet Baden-Württemberg i Tyskland. Folkmängden uppgår till cirka 19 000 invånare, på en yta av 43 kvadratkilometer. Astronomen och matematikern Johannes Kepler föddes här 1571.